# Trandafir Cocârlă
Trandafir Cocârlă (n. 4 aprilie 1929, Turnu Ruieni, Caraș-Severin, România – d. 1991, Timișoara, România) a fost un politician comunist, ministru al energiei electrice în perioada comunistă (30 martie 1981 - 21 mai 1982). În 1976, Trandafir 
Cocârlă a fost numit prim-secretar al Comitetului județean Caraș-Severin al Partidului Comunist Român. 
La data de 30 ianuarie 1990, Trandafir Cocârlă a fost rechemat din calitatea de ambasador extraordinar și plenipotențiar al României în Republica Austria. 
În orașul Caransebeș există un liceu care poartă numele lui Trandafir Cocârlă. 

## Distincții
- Ordinul „23 August” clasa a IV-a (10 iulie 1965) „pentru merite deosebite în realizarea sarcinilor prevăzute în Directivele celui de al III-lea Congres al Partidului Muncitoresc Român”[5]
- Ordinul „Tudor Vladimirescu” clasa a III-a (4 mai 1971) „cu prilejul aniversării a 50 de ani de la constituirea Partidului Comunist Român, [...] pentru merite deosebite în opera de construire a socialismului”[6]
- Ordinul Muncii clasa a II-a (7 mai 1981) „pentru rezultatele obținute în îndeplinirea cincinalului 1976–1980, pentru contribuția deosebită adusă la înfăptuirea politicii Partidului Comunist Român de făurire a societății socialiste multilateral dezvoltate în patria noastră, cu prilejul aniversării a 60 de ani de la făurirea Partidului Comunist Român”[7]